# Tona Brown
Tona Brown es una violinista y mezzosoprano estadounidense de proyección internacional y la primera mujer transgénero que actuó en el Carnegie Hall. Es además la primera mujer transgénero afroamericana en actuar para un presidente estadounidense.

## Biografía
Brown no tenía clara su identidad de género cuando era pequeña y se refería a sí misma como una niña "andrógina" (en parte hombre y en parte mujer en apariencia, de sexo intermedio).
Comenzó a tocar el violín a la edad de 10 años, en la Escuela de Artes del Gobernador, en un programa de escuela secundaria de arte para estudiantes super dotados y con mucho talento. Brown se educó formalmente en el Conservatorio de Música de Shenandoah estudiando interpretación de violín como asignatura principal y viola, piano y voz como asignaturas accesorias.

## Carrera profesional
Fue seleccionada para actuar en una gira nacional con el "Tranny Road Show", un grupo multimedia de gira de artistas transgénero que realizó una gira desde Florida hasta Canadá en abril de 2006. Brown fue elegida por la Casa Blanca para cantar el Himno Nacional del expresidente Barack Obama en la Gala del Orgullo LGBTQ de 2011 en la ciudad de Nueva York, lo que la convirtió en la primera artista transgénero en recibir este honor. Brown también fue seleccionada para ser intérprete de los Out Music Awards 2011. El 25 de junio de 2014, Brown actuó en el Weill Recital Hall del Carnegie Hall. En 2015, Brown apareció en For Which We Stand, un largometraje documental que destaca a artistas LGBTQ y heterosexuales.
Tona Brown grabó una película de ópera para la producción de 2021 de la Universidad de Shenandoah de "Suor Angelica" interpretando el papel de La Zia Principessa. 
Brown interpretó un papel protagonista transgénero como Hannah After en la ópera "As One" de Laura Kaminsky con la Orquesta de Cámara de Lowell bajo la dirección de Orlando Cela en el otoño de 2021. 
Por solicitud de la Asociación Nacional de Maestros de Canto de Virginia dio una clase magistral sobre voces transgénero y da lecciones privadas a estudiantes con su compañía Aida Studios.

## Influencias
Brown es una defensora de cuestiones transgénero en el contexto de las artes y es una ponente habitual en eventos en la costa este. También se enfoca en temas trans en su serie de televisión on-line, Conversations with Tona Brown. Ella aconseja a la juventud transgénero que “no permitan que otros te hagan creer que no son personas dignas de lograr los sueños que tienen. No puedo decirte cuántas personas me dijeron que no tendría éxito si salía del armario como artista transgénero”. Brown es una gran inspiración que le ha mostrado al mundo que, a pesar de las barreras relacionadas con su identidad, aún ha logrado sus sueños más salvajes.

## Discografía
- This is Who I Am (2012)